# Ortografía del español

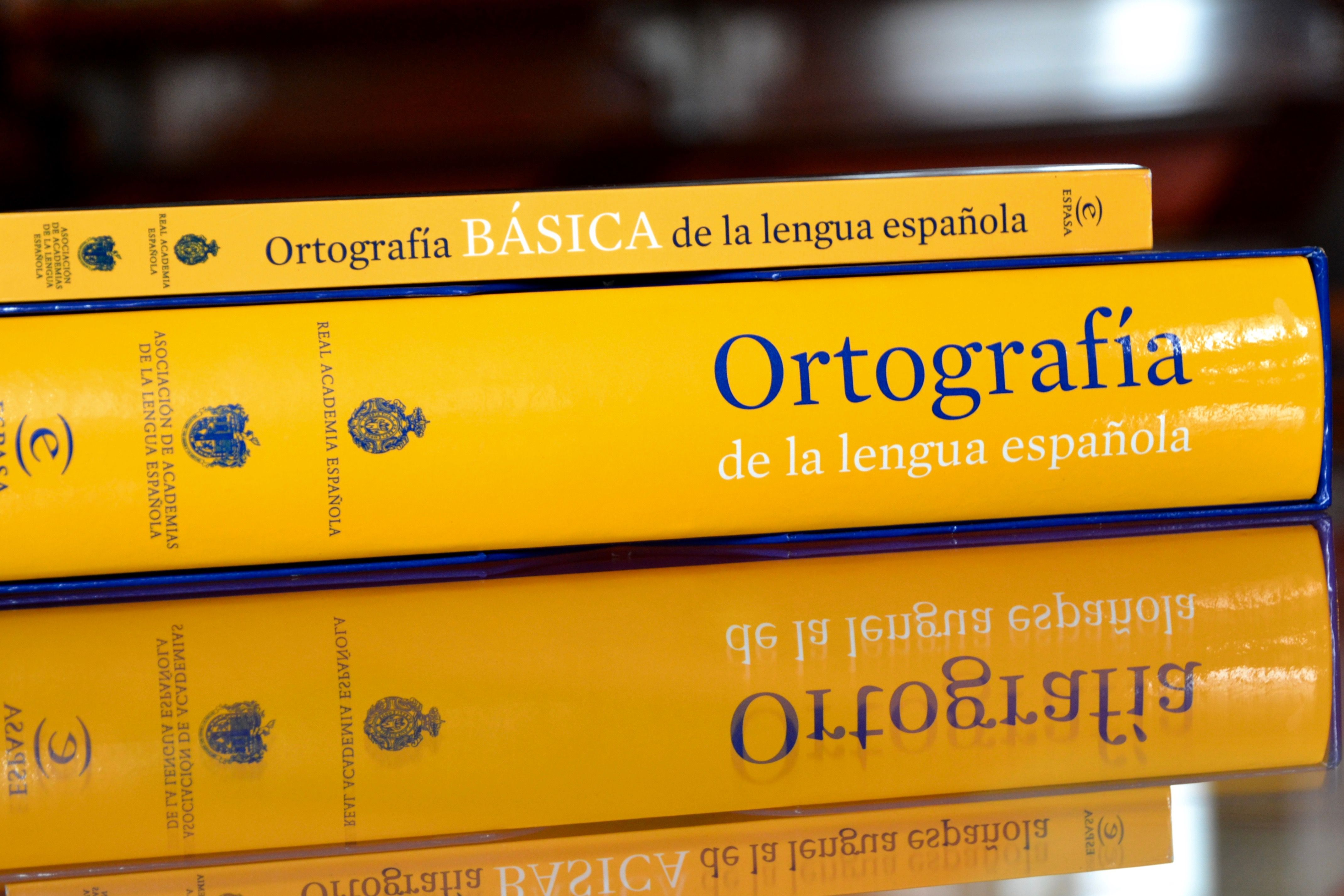
Ortografía de la lengua española (2010)

La ortografía del español es el conjunto de normas prescriptivas que rigen la forma escrita de la lengua española o castellana. La lengua española emplea una variante ampliada del alfabeto latino, que consta de 27 letras, incluida la «ñ» única. Además, se utilizan cinco dígrafos (ch, ll, rr, gu y qu) para representar otros fonemas, considerándose los dos últimos variantes posicionales de los fonemas /g/ y /k/. El conjunto de reglas de ortografía más prestigioso y más utilizado como referencia es el regulado por la Asociación de Academias de la Lengua Española (ASALE), de la que forma parte la Real Academia Española (RAE), cuyo objetivo es promover la unidad, la integridad y el desarrollo de este idioma.
Los dígrafos «ch» y «ll» se trataban como letras separadas del abecedario español en la Ortografía de la lengua española de 1754. Posteriormente, en la cuarta edición del Diccionario de la lengua española de 1803, se ordenaron separadas de la «c» y la «l». Sin embargo, en 1994 se decidió reordenar estos dígrafos según el alfabeto latino universal, sin dejar de considerarlos parte del alfabeto. En la Ortografía de la lengua española de 2010, tanto la ch como la ll dejaron de considerarse letras individuales, y el alfabeto español ya no las incluye más. Esto no supone, de ninguna manera, que desaparezcan de la escritura: simplemente, dejan de contarse entre las letras del abecedario.
La ortografía española también incluye el uso de acentos agudos o tildes (´) en las vocales (a, e, i, o, u) —ocasionalmente la «y» cuando representa el fonema vocálico /i/— para indicar la sílaba acentuada en situaciones excepcionales. La vocal «u» también puede aceptar la diéresis o crema (¨) para indicar su sonoridad en las sílabas «güe» y «güi».
El desarrollo de la ortografía española, iniciado en época alfonsina, se normalizó definitivamente bajo la dirección de la Real Academia Española con la publicación de la Ortografía de la lengua española de 1854. Este sistema, que ha sufrido pocas modificaciones desde entonces, es un híbrido de criterios fonológicos y etimológicos. Mientras que la ortografía de las palabras españolas permite predecir su pronunciación estándar, lo contrario no siempre es cierto debido a que hay fonemas con distintas representaciones gráficas. 
A pesar de las numerosas propuestas, que se remontan al siglo XVII, de reformar la ortografía para lograr una correspondencia biunívoca, todas han sido rechazadas. La divergencia fonológica entre los distintos dialectos españoles hace imposible crear una ortografía puramente fonémica que refleje adecuadamente la variedad de la lengua. La mayoría de las propuestas actuales se centran en simplificar los símbolos homófonos, que se conservan por razones de tradición.

## Letras
El alfabeto español consta de 27 letras:
| Grafema | Nombre recomendado por la ASALE | Otros nombres                                            | Valor fonético en AFI                         | Fonemas representados en AFI             |
| ------- | ------------------------------- | -------------------------------------------------------- | --------------------------------------------- | ---------------------------------------- |
| A       | a                               | -                                                        | [ä]                                           | /a/                                      |
| B       | be                              | be alta, be grande, be larga                             | [be̞]                                          | /b/ (alófonos: [b], [β̞], [β])            |
| C       | ce                              | -                                                        | [θe̞] o [se̞]                                   | /k/; /θ/ - /s/                           |
| D       | de                              | -                                                        | [d̪e̞]                                          | /d/ (alófonos: [d̪], [ð̞], [ð])            |
| E       | e                               | -                                                        | [e̞]                                           | /e/                                      |
| F       | efe                             | -                                                        | [ˈe̞.fe̞]                                       | /f/                                      |
| G       | ge                              | -                                                        | [xe̞] o [he̞] o [χe̞]                            | /ɡ/ (alófonos: [g], [ɰ]); /x/, /χ/ - /h/ |
| H       | hache                           | -                                                        | [ˈ(h)ä.t̠͡ʃe̞] o [ˈ(h)ä.ʃe̞]                      | muda; /h/ (aspiración)                   |
| I       | i                               | i latina                                                 | [i]                                           | /i/                                      |
| J       | jota                            | -                                                        | [ˈxo̞.t̪ä] o [ˈho̞.t̪ä] o [ˈχo̞.t̪ä]                | /x/, /χ/ - /h/                           |
| K       | ka                              | -                                                        | [kä]                                          | /k/                                      |
| L       | ele                             | -                                                        | [ˈe̞.le̞]                                       | /l/; /ʎ/                                 |
| M       | eme                             | -                                                        | [ˈẽ̞.me̞]                                       | /m/                                      |
| N       | ene                             | -                                                        | [ˈẽ̞.ne̞]                                       | /n/                                      |
| Ñ       | eñe                             | -                                                        | [ˈẽ̞.ɲe̞]                                       | /ɲ/                                      |
| O       | o                               | -                                                        | [o̞]                                           | /o/                                      |
| P       | pe                              | -                                                        | [pe̞]                                          | /p/                                      |
| Q       | cu                              | -                                                        | [ku]                                          | /k/                                      |
| R       | erre                            | ere, doble ere, ere doble                                | [ˈe̞.re̞]; [ˈe̞.ɾe̞]                              | /r/; /ɾ/                                 |
| S       | ese                             | -                                                        | [ˈe̞.se̞]                                       | /s/                                      |
| T       | te                              | -                                                        | [t̪e̞]                                          | /t/                                      |
| U       | u                               | -                                                        | [u]                                           | /u/                                      |
| V       | uve                             | ve, ve baja, ve chica, ve chiquita, ve corta, ve pequeña | [ˈu.β̞e̞] o [be̞]                                | /b/                                      |
| W       | uve doble                       | ve doble, doble uve, doble ve, doble u                   | [ˈu.β̞e ˈð̞o̞.β̞le̞] o [be̞ ˈð̞o̞.β̞le̞] o [ˈd̪o̞.β̞le̞ β̞e̞] | /(ɡ)w/, /b/                              |
| X       | equis                           | -                                                        | [ˈe̞.kis]                                      | /k͡s/, /s/, /x/, /ʃ/                      |
| Y       | ye                              | i griega                                                 | [ʝe̞], [je̞], [ʃe̞], [ʒe̞] o [i ˈɰɾi̯e̞.ɰä]         | /ʝ/, /d̠͡ʒ/, [ʃ~ʒ], /i/, /j/               |
| Z       | zeta                            | zeda                                                     | [ˈθe̞.t̪ä] o [ˈse̞.t̪ä]; [ˈθe̞.ð̞ä] o [ˈse̞.ð̞ä]      | /θ/ - /s/                                |

En 1754, con la publicación de la Ortografía de la lengua española de ese mismo año, los dígrafos ch y ll comenzaron a ser considerados como letras del alfabeto español, y entre 1803 y 1994 recibían encabezados separados en los diccionarios y a la hora de ordenar alfabéticamente las palabras. Nunca, sin embargo, se los consideró unidades estrictas; cuando la ortografía exige inicial mayúscula, en las palabras que comienzan con uno de estos dígrafos, se escribe en mayúscula solo el primero de los grafemas que lo componen. A partir del año 2010, con la publicación de la nueva Ortografía de la lengua española, los dígrafos ch y ll dejan de ser considerados letras del abecedario español, pero seguirán utilizándose como hasta ahora en la escritura de las palabras españolas.
El dígrafo rr, llamado erre doble o doble erre, nunca se consideró por separado como una letra del alfabeto español, probablemente por no aparecer nunca en posición inicial de las palabras.
La w y la k aparecen solo raramente en palabras españolas e indican invariablemente términos adoptados por préstamo o cultismo en el curso de los últimos dos siglos.

### Variaciones de nomenclatura
Varios de los grafemas reciben más de un nombre. La b se conoce como be a secas, be alta (en Cataluña y Cuba), be grande (en México, Colombia, Venezuela y Perú) o be larga (en Argentina, Chile, Colombia, Paraguay, República Dominicana y Uruguay); por haber representado en latín el fonema consonante bilabial sonoro (que tiene como alófonos la consonante oclusiva bilabial sonora [b] y la fricativa bilabial sonora [β]), se la llama a veces b labial en Colombia, aunque la pronunciación de la v es en la inmensa mayoría de los dialectos también labial e idéntica. A su vez, esta última se conoce como uve (en España y Puerto Rico), ve, ve baja, ve chica (en Perú),ve bajita (en Cuba), ve pequeña (en Colombia y Venezuela) o ve corta (en Argentina, Chile, Colombia, República Dominicana y Uruguay); por el mismo afán de precisión histórica en algunos manuales se designa como v dental, aunque la pronunciación dental desapareció hace siglos del sistema de la lengua.
La letra w es llamada uve doble en España, doble u en México, Colombia, Costa Rica y República Dominicana; doble ve en otros países de Centroamérica y algunos países de Sudamérica, como Argentina, Chile, Ecuador, Uruguay o Venezuela, y ve doble en otros como Perú.
Ll y rr se designan indistintamente como elle y doble erre o como doble ele y erre doble. Son de las pocas consonantes que se presentan duplicadas en la grafía actual, junto con la c y excepcionalmente la n, y las únicas con pronunciaciones distintivas.
La i se llama a veces i latina para distinguirla de la y, y griega (o i griega). En algunos lugares, se prefiere el nombre de ye para esta última.
Antiguamente se empleaba a veces zeda como nombre para z, una práctica hoy en desuso y desechada por la RAE. De aquí sale el término “cedilla” para ç, por lo que es una pequeña zeta o “zeda”, como se conocía anteriormente. 
La Ortografía de 2010 propone unificar los nombres de las letras: elige be para b, i (no i latina), uve para v, uve doble para w, ye para y y zeta para z, y desecha definitivamente los nombres arcaicos ere para la r, y ceta, ceda y zeda para la z.

## Regularidad e irregularidad ortográfica
La afirmación de que la ortografía del castellano es puramente fonográfica (o fonética) es extendida pero errónea. Una ortografía fonográfica tiende a respetar el principio fonémico según el cual el conjunto de fonemas de una lengua y el conjunto de letras con las que esta se escribe deben corresponderse biunívocamente, es decir, para cada letra debe haber un solo fonema y para cada fonema debe haber una sola letra.
Si bien, efectivamente, en comparación con otras lenguas europeas, casi se respeta la regularidad del principio fonético, existe una serie de desviaciones de la misma que rompen notablemente con dicha regularidad. Destacan entre estas los fenómenos de la poligrafía (distintas representaciones gráficas para un mismo fonema) y la polifonía (distintos fonemas representados por una misma letra).
- Poligrafía del fonema /k/: dicho fonema puede representarse de 3 formas distintas (k, qu, c).
- Poligrafía del fonema /b/: dicho fonema puede representarse de 3 formas distintas (b, v, w).
- Poligrafía del fonema /g/: dicho fonema puede representarse de 2 formas distintas (g, gu).
- Poligrafía del fonema /i/: dicho fonema puede representarse de 2 formas distintas (i, y).
- Poligrafía del fonema /x/: dicho fonema puede representarse de 3 formas distintas (g, j, x).
- Poligrafía del fonema /s/: dicho fonema puede representarse de 3 formas distintas (s, c, z) en zonas seseantes.
- Poligrafía del fonema /θ/: dicho fonema puede representarse de 2 formas distintas (c, z), en zonas no seseantes.
- Polifonía de la letra g: dicha letra representa a 2 fonemas distintos (/x/, /g/).
- Polifonía de la letra c: dicha letra representa a 2 fonemas distintos (/k/, /s/ o /θ/).
- Polifonía de la letra y: dicha letra representa a 2 fonemas distintos (/i/, /ʝ/, en algunos esquemas teóricos ambos fonemas son el mismo).
- Polifonía de la letra x: dicha letra representa a 4 fonemas distintos (/k/+/s/, /s/, /x/) y /ʃ/.

A la existencia de letras que no tienen correspondencia con fonema alguno (h, u mudas), también se pueden añadir otras divergencias antifonográficas entre las que cabe mencionar la heterografía (escritura diferente) de morfemas uniformes (nazco, naces), la composición de fonogramas (ch para /ʧ/ o bien ll para /ʎ/).
Las polifonías tienen su origen en consideraciones etimológicas que pertenecen a la historia de la lengua, dando así lugar a sistemáticas dificultades para determinar el uso correcto de b/v, h/g en posición inicial, c/s/z, g/j y ll/y y haciendo que numerosas articulaciones, alófonas o no, no se distingan en la grafía. La h que en la actualidad no representa ningún sonido, pero que reviste sonoridad al anteponerle una c- (ch), también debe entenderse como una anomalía de origen etimológico que dificulta la escritura del español según las normas ortográficas vigentes.

## Consideraciones para implementar cambios ortográficos[15]
Los cambios ortográficos son aportados principalmente por las clases alfabetizadas, aunque frecuentemente sean modificaciones de los hablantes. Las instituciones y organismos competentes sancionan los respectivos cambios ortográficos.
Las reformas son cambios realizados sobre un sistema de normas ortográficas preexistentes. Frecuentemente son pequeñas intervenciones: incorporación de nuevos signos, eliminación de grafías obsoletas, adición de nuevas reglas para el uso de los diferentes signos ortográficos…; lo que favorece su aceptación. El fin de tales cambios es mejorar la coherencia interna del sistema para cumplir eficazmente su fin.
Las ventajas lingüísticas de una reforma profunda son:
- Eliminar desviaciones del principio de correspondencia biunívoca entre fonemas y grafemas,
- Facilitar la corrección ortográfica.

Las ventajas didácticas y sociales son:
- Destinar horas de estudio para mejorar la expresión oral y escrita,
- Facilitar el aprendizaje, a extranjeros y hablantes, evitando esfuerzo excesivo,
- Superar la barrera social.

Las dificultades de una reforma profunda son:
- Resistencia al cambio y carencia de colaboración por los hablantes alfabetizados, sistemas educativos o medios de comunicación; lo que impide el consenso para la implantación exitosa.

Las desventajas de una reforma profunda son:
- Desfigurar la identidad visual,
- Impedir la lectura de escritos previos o gastos para adaptarlos,
- Imposibilidad para representar las diferencias dialectales, como seseo o yeísmo, sin renunciar a grafemas.

## Historia

### Período alfonsí
Durante los primeros siglos de desarrollo del español, la rareza de la lengua escrita y la aún imprecisa catadura de la misma hicieron innecesaria una codificación de su grafía. El primer intento de dotar de un código gráfico sistemático data del reinado de Alfonso X, que intentó ajustar las diversas soluciones adoptadas por sus predecesores a un criterio fundamentalmente fonográfico.
Alfonso X reunió en su corte un gran número de estudiosos, que se abocaron a elaborar una compilación enciclopédica del saber de la época, continuando y ampliando la obra de la escuela de traductores de Toledo. El romance se utilizó como lengua intermedia en las traducciones del árabe o el griego al latín. La profusión de copias realizadas en el scriptorium real y el impacto de las traducciones sobre el corpus de la lengua romance difundió y dio fuerza a las convenciones fijadas por el rey.
Muchas de las que aparecen retrospectivamente como irregularidades o imprecisiones en la grafía alfonsí se deben, en realidad, a la notable diferencia que el sistema fonológico de la época tenía respecto del actual. El sistema de consonantes coronales, por ejemplo, incluía cuatro fricativas y dos africadas, frente a las tres fricativas/africadas como máximo que tienen los dialectos contemporáneos: /dz/ se escribía z como en dezir, /ts/ se escribía ç como en março, /s/ se escribía s o ss entre dos vocales como en saber, missa, /z/ se escribía s como en osar, /ʃ/ se escribía x como en dixe y /ʒ/ se escribía j o i como en aguiiar/aguijar. La ortografía real intentó reflejar con notable fidelidad las propiedades fonológicas del habla de la época. Invención suya fue la duplicación de N y más tarde L para indicar la palatalización en /ɲ/ y /ʎ/, la primera de las cuales los copistas transformaban en la abreviatura que daría con el tiempo la eñe.
Otras características de la grafía alfonsí son la variación en la grafía de las vocales átonas, probablemente reflejando un valor fonético aún irregular (por ejemplo, en el manuscrito del Mío Cid aparecen tanto «veluntad» como «voluntad»), la inconsistencia en la supresión de la e final (noche ~ noch) y la total ausencia de acentos o tildes, sea con valor diacrítico o fonético.

### Entre los copistas alfonsíes y la Academia

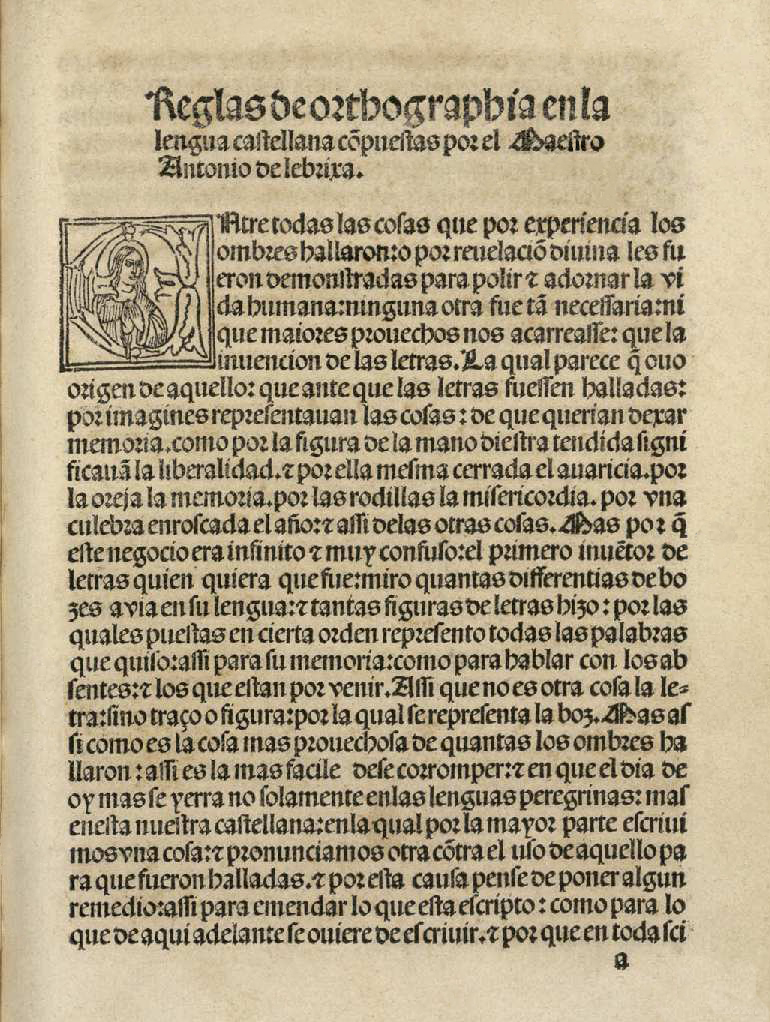
Reglas de orthographia en la lengua castellana (Antonio de Nebrija, 1517).

La aparición de la imprenta y el consecuente incremento del ritmo y volumen de aparición de las obras escritas acabó por deshacer el sistema alfonsino, fijado únicamente a través de la convención y no codificado en una obra sistemática. Los constantes añadidos léxicos, algunos producidos por la influencia de las lenguas vecinas y otros muchos por el aluvión de cultismos pergeñados por traductores, literatos y juristas, que cada vez con más frecuencia empleaban la lengua vernácula en sus escritos, suscitaron cuestiones de grafía que respondían muchas veces a criterios etimológicos e históricos antes que a la correspondencia estrecha entre fonema y grafema propuesta por la obra alfonsina.
Por otra parte, las modificaciones en la fonología de la lengua habían afectado esta correspondencia, y buena parte de las decisiones alfonsinas resultaban ya arbitrarias para los lectores de la época. Sumado a ello el purismo y el gusto tradicionalista de los autores del Siglo de Oro, tuvo lugar una importante y extendida controversia, que duró siglos, acerca de cuáles deberían ser los principios rectores para establecer los criterios gráficos.
Elio Antonio de Nebrija, autor de la primera Gramática de la lengua castellana, fue también el primero en publicar unas Reglas de orthographia. Estas codificaron por primera vez los principios que toman la pronunciación como criterio ordenador de la escritura, aunque no le faltaron en ocasiones razonamientos etimológicos en casos difíciles. En todo caso, la idea de Nebrija de que la lengua era instrumento del Imperio se extendía también a lo oral y buscaba unificar la pronunciación en todo el territorio de la Corona de Castilla de acuerdo con la prestigiosa forma vallisoletana, abandonando definitivamente el romance burgalés que había dado lugar a los primeros escritos prealfonsinos.
En 1531 Alejo Venegas dio a la imprenta su Tractado de orthographia y accentos, que contiene significativas diferencias con el de Nebrija; sostiene, por ejemplo, la oposición fonológica entre b y v y la existencia de la vocal cerrada anterior redondeada /y/, la vieja ypsilon griega. En 1609 se imprimió en México una Ortographia castellana, obra del sevillano Mateo Alemán, aún más radical que los anteriores con respecto a la necesidad de prescindir de los signos convencionales y fijar la ortografía con base en la fonética; eliminaba por ejemplo la ph, que aún Nebrija había mantenido, y proponía grafías diferentes para /r/ y /ɾ/. Similarmente atrevido era el Arte de la lengua española castellana de Bartolomé Jiménez Patón, aparecido en 1614.
El punto culminante del movimiento fonetista estuvo dado por la aparición en 1627 del Arte de la lengua española kastellana de Gonzalo Correas, que tuvo una versión ampliada y corregida en 1630, bajo el título de Ortografía kastellana nueva i perfeta. Como la grafía elegida para su título por Correas evidencia, el movimiento por la transcripción exacta de la fonología se deshacía en Correas de cualquier prurito histórico; propuso distinguir por completo /r/ y /ɾ/, como había hecho Alemán, prescindir de las confusas c y q, utilizar gh para el fonema /g/, eliminar los elementos mudos en todos los grupos consonánticos y llevó a cabo sin residuos su propósito de desarrollar exactamente la simetría entre fonemas y grafemas. El rigor de su doctrina le granjeó el aprecio de algunos de sus sucesores, como Gregorio Mayans, y de los reformadores americanos, aunque hizo de su obra una curiosidad para eruditos, pues rompía de manera radical con los usos.

### La fundación de la Academia
Tras la Guerra de Sucesión, el acceso de Felipe de Anjou al trono con el nombre de Felipe V dio lugar a un marcado afrancesamiento de las instituciones culturales. Entre ellas se contó la Real Academia Española, fundada en 1713 con la idea de fijar, de acuerdo con el ideal sistemático de la época, la pureza de la lengua.
La concepción de la RAE se hizo evidente en su Diccionario de autoridades, publicado a lo largo de la década de 1720, en que el buen decir se recaba de la obra de un canon bien seleccionado de autores y eruditos. Bajo la influencia de Adrián Conink, el Diccionario de autoridades rompió de cuajo con la tendencia fonetista y recuperó los principios que la Académie française había empleado para fijar la lengua francesa: la etimología y la pronunciación histórica. De ese modo, restauró la diferencia entre b y v a pesar de que fonológicamente había desaparecido, impuso grafías latinizantes para los vocablos de origen griego ―th para las θ etimológicas, rh para las ρ, ps para las ψ, ph para las φ―, recuperó las h mudas y fijó la grafía de los grupos consonánticos en atención a su origen.
Para la primera edición de la Orthographia española (1741), los criterios resultaban ya menos claros. En esa ocasión, la Academia optó por conservar el grupo PH, pero simplificó los restantes helenismos a sus formas fonéticas; además, eliminó las /s/ iniciales procedentes del latín, o las suplió con una e epentética, sin observar mayor regularidad.
Las decisiones de la Academia provocaron el rechazo generalizado de los estudiosos, que la consideraron incoherente y anacrónica. Así, Mayans escribía en 1745:

Decirme que cuando pone algún cuidado sigue la nueva [Ortographia] de la Academia Española no lo entiendo; porque yo estoi persuadido a que son impracticables las reglas que ha intentado dar la Academia. Es cierto que o se ha de seguir la pronunciación o el origen de las voces. Que se ha de seguir la pronunciación para mí es cosa demostrativa, porque si en noventa i nueve voces se sigue i escribe bien en sentir de todos, ¿por qué no en la centésima?
Carta a A. M. Burriel, 16 de enero de 1745.

La edición de 1754 avanzó en ese sentido, eliminando las P de origen helénico en algunos grupos consonánticos, suprimiendo la PH e introduciendo reglas de acentuación. La influencia de Correas y otros autores se hizo sentir en esa etapa, aunque los elementos etimologizantes, como la reduplicación de S, se conservaban, así como la extraordinaria, al sentir de sus contemporáneos, afirmación de que la sílaba española varía en cantidad al igual que la latina, o la doctrina de que la H representaba un sonido "aspirado" (presumiblemente /h/) y que la pronunciación que no lo incluyese debía considerarse defectuosa. Pese al apoyo real, decisiones en este sentido hicieron que no faltasen quienes desconocieran la pretensión de la RAE de servir de árbitro último acerca de cuestiones lingüísticas; Mayans y Antonio Bordazar de Artazu (1671-1744) publicaron sendas ortografías, y reeditaron las Reglas… de Nebrija, considerando simplemente que las prescripciones académicas eran equivalentes a la doctrina de cualquier otro erudito, y no se privaron de criticarlas pública y privadamente.
La tendencia a simplificar continuó, quizás por mor de esta oposición; en 1763 se eliminó la s duplicada y se prescribió el uso de los acentos, incluyendo el circunflejo en las sílabas que la Academia sostenía largas. En 1803 incluyó en el alfabeto la ch y la ll con valor propio y eliminó el uso etimológico de la primera, a la vez que permitió la elisión de las consonantes líquidas en algunos grupos triples heredados del latín; la k se excluyó del alfabeto en esta ocasión. En 1815, se ordenó definitivamente el uso de la q, permitiéndola solo ante e e i, se eliminó la x como fricativa salvo en posición final, y se limitó el uso de Y a su valor de consonante, salvo a final de palabra.
La segunda mitad del siglo vio rendirse progresivamente a los objetores y aceptarse las reglas académicas en España. La oposición no tardó en reeditarse, pero esta vez desde la otra orilla del océano.

### Los reformadores americanos
Como en las restantes instituciones de la Corona, la Academia no incluía en su número a americanos ni tomaba en consideración los procesos que la lengua experimentaba en contacto con la diversidad lingüística de las tierras conquistadas. De ese modo, los estudiosos americanos de la lengua debieron llevar a cabo su tarea fuera de ella y, a veces, en franca oposición.
En 1823 vio la luz un escrito del venezolano Andrés Bello y el colombiano Juan García del Río, titulado Indicaciones sobre la conveniencia de simplificar la ortografía en América, publicado en Londres. A pesar de que Bello reconocía el buen trabajo de la Academia al ordenar y simplificar la grafía de la lengua, consideraba que las limitaciones etimológicas que ella misma se imponía provocaban efectos desastrosos en la enseñanza en ambas orillas del Atlántico. La tesis de Bello se apoyaba en que el empleo de la etimología como criterio lingüístico era ocioso, pues en nada se vinculan la lectura y en general el uso de la lengua con su conocimiento histórico, y, en vista de los problemas que producía, contrario al uso racional.
Bello promovía una simplificación en dos etapas, para evitar los problemas de choque con los que se habían enfrentado Bartolomé Jiménez Patón y Gonzalo Correas, y una redistribución del silabario en atención a la realidad del uso lingüístico. Propuso eliminar la ambigua c y la h muda, asignar a g e y solo uno de sus valores, escribir siempre rr para representar la consonante vibrante y dedicar un cuerpo de estudiosos a resolver sobre el terreno la diferencia entre b y v (betacismo).
Veinte años más tarde, durante su exilio en Chile, Domingo Faustino Sarmiento formuló una propuesta no muy distinta. A diferencia de Bello, Sarmiento prefería conservar la c en lugar de la k y prescindir de la v, la x y la z.
Aunque las propuestas de Bello y Sarmiento no se plasmaron totalmente, aspectos de ambas se adoptaron en una propuesta hecha por la Facultad de Humanidades de la Universidad de Chile al gobierno de este país, que finalmente se adoptó allí, en Argentina, Colombia, Ecuador, Nicaragua y Venezuela. Asimismo, la influencia de Bello se había visto en la propuesta de la Academia Literaria y Científica de Profesores de Instrucción Primaria de Madrid, que el año anterior había adoptado muchos de sus principios. Sin embargo, Isabel II puso fin a este proyecto el 25 de abril de 1844 al imponer, por decreto real, el acatamiento a la Academia a través del Prontuario de ortografía de la lengua castellana, dispuesto por real orden para el uso de las escuelas públicas, por la real Academia española, con arreglo al sistema adoptado en la novena edición de su Diccionario [sic].
La diferencia en usos duró hasta 1927, cuando Chile, el último país en sostener la ortografía de Bello, vigente por más de ochenta años allí, promulgó el 6 de agosto de ese año, la restitución de las normas académicas de la RAE en la enseñanza y documentos oficiales a partir del 12 de octubre de 1927.

### Actualidad
El resultado de la larga divergencia y de la oposición planteada en otros marcos a la RAE ha sido una flexibilización de los criterios de esta; las ediciones del Diccionario y la Ortografía de la década de 1990 han reconocido finalmente que ciertas pronunciaciones varían entre España y América, han aseverado el estatus predominante del seseo y el yeísmo, y admitido el reconocimiento gráfico de las variaciones en la formación de diptongos. Otras acciones han seguido opuesto curso, al recomendar la grafía del grupo consonántico completo en los cultismos, tras siglos de supresión. De la misma fecha data la omisión de ch y ll del orden alfabético.
En el Primer Congreso Internacional de la Lengua Española, llevado a cabo en Zacatecas (México) en 1997, Gabriel García Márquez reeditó la propuesta de Bello, Correas y otros precursores, defendiendo la supresión de las grafías arbitrarias y abogando por la «jubilación de la ortografía». La polémica provocada fue difundida ampliamente por la prensa con propuestas a favor y en contra, aunque la discusión rara vez adoptó criterios propiamente lingüísticos.

## Valores fonéticos

### A
El grafema A representa un fonema cuya realización general es la vocal abierta central no redondeada, [a̠]. El español estándar no hace distinción fonológica con otras vocales abiertas, de modo que en dialectos influidos por otras lenguas puede pronunciarse también como una schwa, [ə] (Cataluña) o una [e] (Asturias), u otra vocal similar. El dígrafo -an a final de palabra puede realizarse nasalizando la vocal en [ã] en muchas variantes dialectales.[cita requerida]

### B
El grafema B tiene en todos los dialectos del español al menos dos realizaciones alófonas (tres en algunos dialectos). En todos los dialectos representa el fonema labial sonoro no nasal /b/ que tiene diversas relaciones fonéticas según su posición dentro de una palabra. En posición inicial absoluta (después de pausa) o tras nasal, corresponde siempre a la oclusiva bilabial sonora, [b]; en posición medial, la explosión no se produce ―los labios no llegan a tocarse― y la articulación se corresponde en realidad una aproximante bilabial [β̞].
La lenición en posición medial es un fenómeno común a todas los fonemas sonoros del español (que en posiciones que no favorecen la lenición tienen alófonos de plosivos sonoros); fenómenos similares tienen lugar en < d > y < g >; sin embargo, son más pronunciados en algunos dialectos. Los hablantes de dialectos que prefieren una realización fricativa o aproximante encuentran que en aquellos la distinción de las plosivas sonoras entre sí y con la consonante aproximante labiovelar sonora, [w] ―el sonido de < hu- > ante vocal― se desvanece. La grafía poética suele representarlo reemplazando < b >, < d > o < hu- > por < g[ü] >, como en el poema:

―¿Tú viste a Coquena?
―Yo nunca lo vide,
pero sí mi agüelo ―repuso el pastor

(J.C. Dávalos, La leyenda del Coquena)

En el grupo <obs->, <abs->, presente en cultismos de origen latino, la <b> normalmente no se pronuncia (en muchas partes de España), aunque en algunas variantes se mantiene: en México o en Cataluña se pronuncia como [p]. La grafía alternativa sin <b> se admite frecuentemente en el caso del grupo <-bs->, dando origen a dobletes como oscuro/obscuro. Aunque en el grupo <abs-> la elisión de la /b/ sigue las mismas reglas, la Academia no acepta la omisión de la B en estos casos.[cita requerida]
El grafema V tiene exactamente el mismo valor fonético que B. Se conserva la distinción puramente por razones etimológicas. No obstante, algunos hablantes cometen la hipercorrección de pronunciar ciertas palabras con una [v] labiodental en el habla formal o enfática.[cita requerida]

### C
El grafema C se corresponde con dos fonemas diferentes, el llamado "duro" o velar (/k/) y el "blando" o dento-alveolar (/θ/ o /s/). El primer valor corresponde a su pronunciación frente a las vocales <a, o, u> y todas las consonantes; es idéntico al representado por las grafías K y Q.
El segundo valor corresponde a una de las articulaciones más variables del idioma español. En español medieval este fonema fue una africada /ʦ/ que evolucionó de manera diferente en diversas regiones. En todo el centro y norte de la península ibérica <c> ante <e, i> evolucionó a fricativa interdental sorda, [θ]; sin embargo, en la mayoría de los dialectos del español este fonema no existe, dando lugar al fenómeno llamado seseo. La asimilación de esta a la consonante fricativa alveolar sorda, [s], se ha perdido hace siglos y el sonido se ha asimilado al de la grafía S. A su vez, la pronunciación de ésta presenta algunas diferencias entre regiones, con realizaciones variadas: ápico-alveolar, lámino-alveolar, ápico-dental, etc.

### Ch
El dígrafo Ch ya no se considera más una letra ni forma parte del abecedario español. Representa a la consonante africada postalveolar sorda, /ʧ/; la representación digráfica se debe a la evolución del fonema a partir de la plosiva velar sonora, /k/, por palatalización y asimilación. En algunos dialectos andaluces, mexicanos norteños o chilenos (en este último caso, reprobado socialmente) pierde por completo la plosión y se realiza como la consonante fricativa postalveolar sorda, [ʃ].
Muy antiguamente el dígrafo se empleó con valor de /k/ en palabras de etimología griega, como chimera (hoy quimera) o chloro (hoy cloro), pero este uso se abandonó definitivamente en el siglo XVIII. De hecho el término archivo originalmente se pronunció como arquibo, pero debido al mantenimiento de la ortografía varió su pronunciación.

### D
El grafema D representa el fonema /d/ que tiene en español estándar dos alófonos: [d] y [ð̞]. En posición inicial absoluta (después de pausa) o tras nasal o lateral, corresponde siempre a la consonante plosiva alveolar sonora, [d]; en posición medial, la plosión no se produce ―la lengua no llega a ocluir el flujo interdental― y la articulación se corresponde en realidad con una aproximante, [ð̞]. Esta última a veces se transcribe simplemente como [ð] (aunque no representa el mismo sonido "débil" que el dígrafo TH en inglés en they 'ellos').
Algunos dialectos tienden a retener [d] en final de palabra, aunque es muy frecuente su lenición a una auténtica fricativa [ð] (centro de España, México) y en otros dialectos incluso se da la elisión completa, aunque en ocasiones esta última pronunciación se considera poco culta y por tanto depende mucho del registro lingüístico.

### E
El grafema E representa normalmente a la vocal media anterior no redondeada, [e̞]. En muchos dialectos americanos se realiza como la vocal semiabierta anterior no redondeada, [ɛ]. En algunas variedades dialectales en Andalucía existe oposición fonémica entre /e/ y /ɛ/ (él no viene / tú no vienes).
La Academia sostiene tradicionalmente que E no tiene nunca valor breve en español y que, por lo tanto, forma diptongo solo con I y U. Esto no es cierto para todos los dialectos del español; peor, por ejemplo, suele pronunciarse como monosílabo. En otros las realizaciones en diptongo se cierran, asimilándose a la I.

### F
El grafema F representa invariablemente a la consonante fricativa labiodental sorda, /f/. El uso arcaico de PH para este fonema en palabras de origen griego se abandonó a partir de la Ortografía de 1754 de la RAE.
En algunos dialectos rurales de Argentina, Costa Rica, México y el sureste de España, la F inicial o medial tiende a realizarse como una palatal [ç], asimilándose a J:

Quinientos juntos
llevará el que se resierte;
lo haremos pitar del juerte;
más bien dése por dijunto
(José Hernández, Martín Fierro, vs. 393-396)

### G
El grafema G comparte con C la dualidad de valores según el grafema siguiente sea A, O, U o bien E, I. El llamado "duro" es la consonante fricativa velar sorda, /x/, el mismo sonido de J; en los dialectos que suavizan esta última en una consonante fricativa glotal sorda, /h/, la G se suaviza también. Corresponde a su pronunciación frente a las vocales E e I.
El llamado "blando" es la consonante plosiva velar sonora, /g/; en posición media, en todos los dialectos del español experimenta lenición y se transforma en una consonante aproximante velar, [ɰ] (en la sección correspondiente a la B se explican las confusiones a las que esta lenición puede dar lugar en algunos casos). Corresponde a su pronunciación frente a las vocales A, O y U y las consonantes.
Para representar las secuencias [ge], [gi], [ɰe] y [ɰi] se recurre a la inserción de una U muda entre la G y la vocal correspondiente. De ese modo, guerra corresponde a la pronunciación ['ge.ra], y seguido a [se.'ɰi.ð̞o].
A su vez, para las secuencias [gwe], [gwi], [ɣ̞we] y [ɣ̞wi], se recurre a una marca diacrítica, la diéresis o crema, colocada sobre la U; es el caso, por ejemplo, de pingüino, que representa [piŋ.'ɣ̞ wi.no]. Muchos dialectos eliden la [g] o [ɣ̞] de estas secuencias. A nivel gráfico, la omisión de la diéresis es una de las faltas gráficas más frecuentes entre los hispanohablantes. En español el sonido de [ɣ̞] es difiere de [ɰ] que es más abierto aún. La segunda articulación se da en español ibérico en formas como juego, fuego, luego que son pronunciadas como: [χwe̞ɰo], [fwe̞ɰo], [lwe̞ɰo],.
En algunos préstamos del inglés, el dígrafo NG ―que no aparece en otros términos en español― se realiza como [ŋ].

### H
El grafema H se sigue usando en español estándar puramente por razones etimológicas o históricas, puesto que en español estándar no tiene valor fónico (es mudo). Sin embargo, dialectalmente en áreas de Andalucía y Extremadura sigue representando el sonido /h/ del español medieval. La mayoría de las H del español proceden las más de las veces el lugar donde existía una F en latín (como en hijo, del latín filius) o una ḥāʼ (ح) arábiga (como en alcohol), que en español medieval siguió siendo articulado como /h/. Raramente en palabras de origen árabe se realiza como una consonante plosiva glotal, deteniendo momentáneamente la fonación. En algunos préstamos modernos, sobre todo del inglés, adquiere el valor de una consonante fricativa glotal sorda, que tiene en la fonética del idioma de origen, o se asimila a la fricativa velar sorda representada por G o J; así, hámster se realiza como ['ham.steɾ] o ['xam.steɾ], no ['am.steɾ].
Además de su uso etimológico, la H se emplea sistemáticamente prefijando las grafías IE, UE en posición inicial de palabra; en este caso, las vocales breves representadas normalmente por I y U se transforman casi sin excepción en sus equivalentes consonánticos, la aproximante palatal, [j], y la aproximante labiovelar, [w]. En los dialectos en que las oclusivas sonoras se reemplazan en posición medial por las aproximantes correspondientes, esta última pronunciación es virtualmente idéntica a la de G; véase la explicación en la sección correspondiente a la B. Otros dialectos no admiten [w] en posición inicial, y añaden una [g] epentética o refuerzo velar.
También se empleó en los comienzos del idioma escrito para diferenciar la U de la V, de grafía similar, a comienzos de palabra. Así, "hueso" y otras palabras que transformaron la O larga inicial de latín en el diptongo UE se escriben con H, a efectos de distinguirlas de otros términos en VE.

### I
El grafema I representa a la vocal cerrada anterior no redondeada, [i], o a su alófono en posición inicial, la semivocal, [j]. Su valor vocálico es idéntico al que tiene la Y frente a consonante o en posición final en todos los dialectos del español; la diferencia de uso no es etimológica, sino sistemática. Se fijó la Y como forma estándar en posición final y la I para las restantes en la edición de 1815 de la Ortografía de la RAE; con anterioridad a esta, las vacilaciones fueron numerosas. Las grafías rei o i, por ejemplo, fueron frecuentes en lugar de las modernas grafías rey e y.
En algunos dialectos, como el del castellano septentrional, la <i> en posición inicial en palabras como hierba, hiena o hierro también se pronuncia como aproximante palatal.

### J
El grafema J representa siempre una consonante fricativa articulada en la región posterior del aparato fonador, pero su articulación precisa varía enormemente entre dialectos. La pronunciación consagrada como estándar tradicionalmente corresponde a la consonante fricativa velar sorda, [x], pero esta es escasa fuera de España y el Cono Sur; en muchos dialectos americanos se realiza como una palatal, [ç], o como una glotal, /h/.
La homofonía entre GE, GI y JE, JI es causa frecuente de errores ortográficos y ha llevado a la reiterada propuesta de supresión de la primera grafía; los sistemas de Andrés Bello, de Domingo F. Sarmiento y de la Academia Literaria i Científica de Profesores de Instrucción Primaria de Madrid eliminaban la primera en favor de la segunda. Lo mismo hizo Juan Ramón Jiménez en las ediciones de sus obras. La distinción se preserva con criterio etimológico y ha dado lugar a múltiples inconsistencias históricas; hasta época reciente, la Academia recomendaba la grafía muger.
En algunos, pocos, casos, la J alterna con la X considerada homófona, estimándose correctas ambas formas. Es el caso de México (Méjico), Texas (Tejas) o Don Quixote (Quijote) de la Mancha. La pronunciación corresponde a la fricativa que se emplee para J, no a la normal para X.
En algunos préstamos del inglés y el francés, la J se utiliza con su valor de origen, normalmente la consonante fricativa postalveolar sonora, [ʤ]; el ejemplo más frecuente es jazz.

### K
El grafema K corresponde a la consonante oclusiva velar sorda, /k/, el mismo sonido representado por la C ante A, O, U o consonante, y por el grupo QU. No se empleaba en las Reglas de Ortografía de Antonio de Nebrija y las vacilaciones respecto a su uso fueron numerosas en la etapa de la primera fijación de la grafía española. El inédito Abecé Español de Gregorio Mayans la calificaba de "letra peregrina y superflua", aunque defendía su uso para nombres extranjeros. La RAE suprimió el uso de esta letra en 1815, aunque la admitió nuevamente en 1869. En la gran mayoría de los vocablos que la emplean existe una grafía alternativa aceptada con QU.
Por la mayor regularidad de su uso ―al no variar su pronunciación de acuerdo a la vocal subsiguiente, y no requerir de una U muda―, numerosos de los proyectos de simplificación la promovían como única expresión gráfica del sonido /k/. Hoy es un rasgo distintivo de la grafía apocopada empleada en la comunicación electrónica y de la jerga okupa y de sectores jóvenes del anarquismo.

### L
El grafema L corresponde prototípicamente a la consonante aproximante alveolar lateral, /l/, aunque existen alófonos dentales o postalveolares.

### Ll
El dígrafo Ll ya no se considera más una letra ni forma parte del abecedario español. Representa, en la articulación considerada estándar por la Academia, a la consonante aproximante lateral palatal, /ʎ/. Sin embargo, es extendido el fenómeno del yeísmo, que afecta a la mayoría de dialectos hablados, hace que su articulación se haya fusionado con la del fonema aproximante palatal /ʝ/. Este sonido a su vez presenta bastante variación entre los dialectos del español. De origen no aclarado, el yeísmo es hoy la tendencia dominante en la pronunciación del español y, de hecho, /ʎ/ se conserva principalmente donde la coexistencia con otro sistema fonológico ―como el del catalán o el quechua y el aimara― preserva la conciencia de la oposición. Curiosamente, en parte de Galicia (principalmente en las provincias de La Coruña y Pontevedra), donde hay coexistencia con el sistema fonológico del gallego, que tradicionalmente presenta /ʎ/ pero carece de /ʝ/, se da una curiosa forma de yeísmo en la que ambos fonemas son sustituidos por el fonema oclusivo palatal sonoro (/ɟ/); por alguna razón tal sustitución, a pesar de ser habitual por parte de los hablantes en ambas leguas, solo es reconocida de forma oficial por algunos lingüistas y exclusivamente en el ámbito del gallego, siendo un hecho desconocido para la mayoría de la población.
En el español rioplatense se ha desplazado a una pronunciación postalveolar. En general la pronunciación es sonora (llamada zheísmo o rehilamiento), [ʒ] o [dʒ], similar a la representada por la grafía j en francés o portugués; en algunos sociolectos (muy marcadamente en Buenos Aires) se prefiere la sorda [ʃ] (llamada "sheísmo"), similar a la representada por la grafía sh en inglés, un fenómeno único en el uso del español.
En algunos préstamos del inglés, como hall, donde el grafema representa un alófono velarizado de [l], tiene el valor de aquel; la pronunciación yeísta es considerada inapropiada en estos casos.

### M
El grafema M representa la consonante nasal bilabial, /m/; tiene un alófono labiodental ([ɱ]) frente a /f/. Independientemente de la forma estricta de su realización, la grafía impone su uso frente a B, mientras que frente a la homófona V se utiliza N; la distinción se remonta al período alfonsino, en que la oposición entre bilabial y labiodental aún existía. También se usa la M siempre antes de P.
La M en español no se duplica salvo en los nombres Emma y Emmanuel y algunas palabras de origen extranjero como emmental o gamma.

### N
El grafema N representa la consonante nasal alveolar, /n/, o su alófono velar, /ŋ/, cuando precede a una consonante de articulación posterior. No sigue esta regla la grafía NV, que corresponde en realidad a [mb]; su distinción con MB se remonta al período alfonsino, en que la oposición entre bilabial y labiodental aún existía.
En posición final, la secuencia de vocal + N se realiza en algunos dialectos nasalizando la vocal precedente.

### Ñ
El grafema Ñ (que también se usa en gallego, filipino, wólof, bretón y varias lenguas amerindias), representa la consonante nasal palatal, /ɲ/. Hallado sobre todo como resultado de la evolución de la NN latina (como en año, caña, leño), su forma gráfica deriva de la grafía abreviada de los copistas, que representaban las dos enes superpuestas. En español existe solo en posición inicial o medial; las escasas palabras que por razones etimológicas deberían llevarla a fin de palabra ―el caso de desdén, de desdeñar― la reemplazan fonética y gráficamente por N.
En algunos dialectos americanos, en especial en Ciudad de México y el Río de la Plata, se realiza como una consonante nasal alveolar palatalizada /nʲ/; la diferencia articulatoria concierne a la posición del ápice de la lengua, que en [ɲ] no cumple función articulatoria, mientras que en [nʲ] hace contacto con el alveolo a la vez que el domo se eleva hacia el paladar.

### O
El grafema O representa la vocal media posterior redondeada, /o̞/. Es más abierta que la /o/ hallada en la mayoría de las lenguas indoeuropeas, pero a la vez fonéticamente distintiva respecto a la vocal semiabierta posterior redondeada, [ɔ], que no aparece en la mayoría de los dialectos del español.
La Academia tradicionalmente no reconoce la posibilidad de que la O sea breve en castellano y, por lo tanto, no considera que OE, EO, OA y AO puedan constituir diptongos. En varios dialectos y, sobre todo, en la pronunciación más formal, el hiato se rompe insertando una consonante plosiva glotal sorda, [ʔ], que no existe como fonema en español; en otros se transforma en una vocal cerrada posterior redondeada, /u/.

### P
El grafema P representa la consonante plosiva bilabial sorda, /p/. En muchos dialectos /p/ sufre lenición o asimilación frente a otra consonante y existe aún la posibilidad de su supresión, aunque esa realización se considera a veces poco culta. En posición inicial es normalmente muda en los cultismos de origen griego, como pneuma o psicología; de hecho, la Ortografía de 1741 la eliminó de los grupos PT y PS, conservados hasta entonces con intención etimológica. Sin embargo, y en contra de la pronunciación más extendida, se han restituido a la grafía, admitiéndose ambas alternativas; la Ortografía de 1999 recomienda el uso de las formas con P.

### Q
El grafema Q aparece en español únicamente en la secuencia QU, con el valor de la consonante plosiva velar sorda, /k/, y sólo ante E e I. Se utiliza como sustituto de la C frente a estas letras, debido a la pronunciación variable de aquella. Hasta finales del siglo XVIII se utilizó con criterio etimológico para las palabras que la emplearan en latín, como quando o quasi; de ellas se conserva algún cultismo, como quórum, pero ha desaparecido en la mayoría, y de hecho es normativo reemplazar por la letra hispana correspondiente (Por ejemplo, "cuórum" en lugar de "quórum").
Algún vocablo de origen extranjero, en particular semita, la adopta para transcribir la consonante plosiva uvular sorda, /q/, representada en árabe como ﻕ; sin embargo, la Academia desaconseja por foráneas estas grafías, como Iraq o burqa, prefiriendo el uso de la igualmente extranjera K para dar Irak o burka.

### R
El grafema R tiene en español dos valores netamente distintos. Entre vocales, y en algunas otras posiciones, representa la vibrante simple alveolar, /ɾ/; a comienzo de palabra y siguiendo a una consonante nasal, a la consonante vibrante alveolar, /r/. En muchos dialectos, en posición final cobra también este último valor.
Las reglas para determinar el valor exacto no son simples y combinan criterios sistemáticos y etimológicos. La pronunciación /r/ corresponde sistemáticamente a R en posición inicial (rama, Roque) o postnasal (Enrique, inri) o a RR en cualquier posición (perro, guitarra); por razones etimológicas, se emplea la grafía R también siguiendo a un prefijo de origen latino, como en alrededor o subrayar. En estos casos, existe una pronunciación alternativa con /ɾ/, relativamente infrecuente.
El dígrafo RH se conservó con valor etimológico para vocablos de origen griego hasta el siglo XVIII, pero se abandonó al tiempo que PH. El Abecé de Mayans le daba a este el valor de una vibrante aspirada [rʰ], pero la mayoría de las fuentes no recogen esta pronunciación en ninguna etapa del español.

### RR
El dígrafo RR representa una vibrante alveolar múltiple en las ortografías de español, catalán y albanés. Su nombre es erre doble o doble erre, a fin de diferenciarla de la letra R (erre), que suele representar la vibrante alveolar simple, aunque también puede representar la consonante múltiple al inicio de una palabra. Nunca ha sido tratada como una letra del alfabeto español, probablemente porque no aparece escrita en posición inicial, aunque sí tiene consideración de letra en albanés.

### S
El grafema S representa arquetípicamente la consonante fricativa alveolar sorda, /s/, aunque existen diversas realizaciones distintas para el fonema; en la mayor parte de los dialectos americanos es lamino-alveolar o dental ([s]), mientras que en España es normalmente apico-alveolar ([s̺]), un sonido que hablantes de otros dialectos suelen confundir con [ʃ].
En casi toda América Central, la mayor parte de Sudamérica y la mitad sur de España, la S en posición final de sílaba se elide o pronuncia de manera aspirada como una consonante fricativa glotal sorda /h/; esta pronunciación se considera en algunas zonas poco culta o descuidada y las formas acrolectales destacan las sibilantes, pero es habitual en el habla cotidiana. En Andalucía Oriental y la Región de Murcia la elisión de la S se compensa abriendo (relajando) la vocal nuclear de la sílaba.
Debido al seseo, en la mayor parte de América el dígrafo SC delante de E o I representa simplemente una /s/.
El dígrafo SH existe en algunos préstamos, como flash o geisha, o regionalismos como cafishio. La Academia admite el uso de tales extranjerismos destacándolos como tales con resalte tipográfico, pero recomendando adaptar los términos tanto en grafía como en pronunciación con una S (flas, gueisa). Normalmente se realiza como [ʃ], con una variante [s̺] en España para la posición final.

### T
El grafema T representa la consonante plosiva alveolar sorda, [t]; su realización es a veces dental, [t̪].
El dígrafo TH, utilizado para representar la [tʰ] heredada de la theta griega, se abandonó en el siglo XVIII y hoy sobrevive solo en poquísimos cultismos.
La doble T puede escribirse con un grafema por cada letra o uno solo para las dos letras, ambas maneras son aceptables.

### U
El grafema U representa la vocal cerrada posterior redondeada, /u/; tiene un alófono aproximante labiovelar [w] ante otras vocales. Es muda después de Q, con alguna excepción como quórum, y después de G y antes de E o I; se emplea la diéresis si se desea hacerla sonora frente a G. En ciertos diptongos iniciales como hueco o huevo tiene reforzamiento velar: AFI: [ˈgweko] y AFI: [ˈgweβ̞o]. Además, es la vocal menos usada de todas.

### V
El grafema V tiene las mismas realizaciones alófonas que B que tiene exactamente el mismo valor fonético que este. En algunas regiones de México[¿cuál?] y de Sudamérica donde en esta última región el castellano convive con el guaraní, por influencia de este (donde la pronunciación labiodental es predominante) se observa la hipercorrección de pronunciar como /v/.[cita requerida] Se conserva generalmente la distinción puramente por razones etimológicas. Se utiliza siempre V después de N.

### W
El grafema W no es propio del español, y se emplea solo en un puñado de préstamos y nombres extranjeros. Según el origen del término, la pronunciación utilizada es [b]~[β̞] (si la palabra es de origen alemán [como en wolframio]) o [u] (si la palabra es de origen inglés [como en whisky]).
La mayor parte de los vocablos con W cuentan también con formas hispanizadas; así, la Academia admite volframio y güisqui. Algunos nombres propios procedentes del alemán como Wagner (/bágner/) o Volkswagen (/bolksbágen/) ―donde w representa en alemán el sonido [v]― han sido adaptados al español con [b] o [β̞].

### X
El grafema X representa normalmente la secuencia consonántica [ks]; ante consonante, la mayoría de dialectos tienden a suprimir la plosión y reducirla a [s] o aspiración, aunque en diversos países de lengua española esta pronunciación se considera con frecuencia inculta.
Hasta mediados del siglo XIX se usó con el valor de [x] (sonido de la j del castellano actual estándar), remedando la χ griega; la conveniencia de esta práctica fue causa de arduos debates entre los gramáticos anteriores, y la Academia la conservó hasta 1815. Desaconsejada a partir de esa fecha, se conservó sin embargo en unos pocos términos ―box (/bój/), carcax (/karkáj/)―, hasta su desaparición en 1844. Hoy se utiliza sólo en topónimos y antropónimos de origen náhuatl, como México (/méjiko/) u Oaxaca (/guajáka/), alternando con una grafía con J considerada equivalente. En español de México X puede representar cuatro realizaciones [x] (en los nahuatlismos más antiguos e integrados), [ʃ] (en algunos topónimos nahuas), además de las realizaciones [ks] y [s] del español estándar.
En ciertos préstamos de origen portugués, gallego o catalán, así como en la toponimia y las voces de origen mesoamericano, la equis tiene valor de [ʃ].

### Y
El grafema Y tiene valor de consonante entre vocales, en inicio de palabra o tras nasal y de semivocal tras vocal.
La realización del primero varía según los dialectos. En buena parte de América y España se emplea la consonante fricativa palatal sonora ([ʝ]), mientras que en rioplatense se desplaza a posición postalveolar ([ʒ]) y en ocasiones se ensordece en [ʃ]. Tiene alófonos: la africado palatal, [ɟ͠ʝ], o la postalveolar, [ʤ], tras consonante nasal o en posición inicial. En ciertas zonas de Galicia, tanto la Y como la LL adquieren una pronunciación oclusiva palatal sonora ([ɟ]).
En posición final tiene el valor de una consonante aproximante palatal [j] y en la conjunción y puede sonar del mismo modo o como la vocal [i]. Se fijó su uso de manera sistemática en 1815; en la ortografía preacadémica se utilizaba libremente como sustituto de I. Varios dobletes toponímicos y antroponímicos restan de este uso, como Ybarra/Ibarra.
En español actual, esta es la única consonante que se puede acentuar, siempre y cuando le corresponda el fonema vocálico [i], y se dé a su vez un hiato. Solo se da este fenómeno en grafías arcaicas como Aýna (municipio de España), y en nombres propios y poco comunes como Laýna, e Ýscar. Estos ejemplos son excepciones en cuanto a la acentuación de la "y", los cuales se conservan así por razones puramente etimológicas, ya que son grafías arcaicas que a pesar de las reformas que la RAE ha hecho a la ortografía del español, estas han sobrevivido con el paso del tiempo.

### Z
El grafema Z tiene el mismo valor que la C suave en el dialecto correspondiente, es decir, la consonante fricativa dental sorda, [θ], en el norte y centro de España y la consonante fricativa alveolar sorda, [s], en el resto de los dialectos.

## Frecuencia del uso de las letras
Porcentaje de aparición de letras en español:
| Letra      | A      | B     | C     | D     | E      | F     | G     | H     | I     | J     | K     | L     | M     | N     |
| Porcentaje | 12,53% | 1,42% | 4,68% | 5,86% | 13,68% | 0,69% | 1,01% | 0,70% | 6,25% | 0,44% | 0,02% | 4,97% | 3,15% | 6,71% |
| Letra      | Ñ      | O     | P     | Q     | R      | S     | T     | U     | V     | W     | X     | Y     | Z     |       |
| Porcentaje | 0,31%  | 8,68% | 2,51% | 0,88% | 6,87%  | 7,98% | 4,63% | 3,93% | 0,90% | 0,01% | 0,22% | 0,90% | 0,52% |       |

Ordenadas de mayor a menor frecuencia de aparición obtenemos: E,  A,  O,  S,  R,  N,  I,  D,  L,  C,  T,  U,  M,  P,  B,  G,  V,  Y,  Q,  H,  F,  Z,  J,  Ñ,  X,  K,  W. 
A partir de los datos anteriores, se puede decir que:
- Las vocales ocuparán alrededor del 45% del texto.
- La E y la A son identificables fácilmente dado su porcentaje de aparición.
- Las consonantes más frecuentes son: S, R, N, D, L, C (aparecen con una frecuencia de un 37%)
- Las seis letras menos frecuentes son: Z, J, Ñ, X, K, W (sumadas tienen una frecuencia que apenas supera el 1,5%)

## Reglas ortográficas

### Uso de mayúsculas
Las normas en cuanto al uso de mayúsculas en español han sufrido notables variaciones a lo largo de los años. Aunque hoy se reserva por lo general para los nombres propios, existen numerosas excepciones y los manuales de estilo de los distintos medios de comunicación son contradictorios entre sí y con las prescripciones de la Academia. Sigue siendo de uso habitual la mayúscula para las disciplinas académicas y para los títulos nobiliarios u honoríficos cuando están usados de manera pronominal; en la mayoría de los casos restantes se tiende a su supresión.

### Acentuación
Tras el abandono del acento circunflejo ( ^ ) en el siglo XIX, el español emplea como diacrítico exclusivamente el acento agudo ( ´ ), que se coloca sobre la vocal central de una sílaba para indicar que esta es tónica en algunos casos.
Los criterios empleados parten de un conocimiento de la pronunciación usual correcta, sin el cual las normas de ortografía carecerían de sentido ya que su aplicación resultaría imposible y la escritura debe adaptarse a la pronunciación y no al revés como suele creerse. Así se distingue para el uso de los acentos varios tipos de palabras.
Las palabras oxítonas (tradicionalmente denominadas «agudas») se acentúan gráficamente si terminan en vocal, en N o en S recayendo así la pronunciación sobre la última sílaba; a la inversa, se acentúan las paroxítonas (tradicionalmente «graves» o «llanas») si terminan en consonante, excepto cuando terminan en N o S (salvo que la S vaya precedida de consonante, verbigracia: bíceps). Todas las proparoxítonas («esdrújulas» y «sobresdrújulas») llevan acento gráfico, con excepción de los adverbios en -mente derivados de un adjetivo que no lo lleve en su forma base.
El acento se utiliza también sobre la vocal débil (I o U) de un diptongo para señalar la ruptura del mismo (país), el uso que tradicionalmente se reservaba a la diéresis y con que aún se la emplea en la grafía poética. La excepción es el diptongo UI, que no se considera hiato aun si se acentúa de acuerdo con las reglas precedentes.
Un buen número de monosílabos, en especial adverbios y conjunciones, llevan acento puramente diacrítico para distinguirlos de sus homógrafos; así, tu es el adjetivo posesivo de segunda persona, mientras que tú es el pronombre personal. En varios casos el acento diacrítico se ha suprimido en las últimas ediciones de la Ortografía. Se emplea también para distinguir entre interrogativos y relativos (dónde y donde).
Es un error frecuente considerar que las letras mayúsculas no llevan tilde. Un ejemplo es el diario argentino La Nación, en el que falta esta en el título en la primera página.
Sobre este y otros casos, la RAE publicó en 1999 lo siguiente:

Las mayúsculas llevan tilde si les corresponde según las reglas dadas. La Academia nunca ha establecido una norma en sentido contrario.
Real Academia Española

En este sentido, el periódico español El País modificó su cabecera en el año 2007 para que «EL PAÍS» pasara a escribirse con tilde.

### Otras marcas diacríticas
La diéresis o crema (¨) se emplea para indicar que la U escrita tras una G se pronuncia. En poesía se emplea a veces para forzar un hiato en la escansión de una sílaba que normalmente conforma un diptongo, en tal caso puede recaer tanto sobre la I como sobre la U, verbigracia:

Despertaba el día,
y a su albor primero,
con sus mil ruïdos
despertaba el pueblo.
Gustavo Adolfo Bécquer, Rima 73

### Uso adecuado de:h, g, j, ll, y, r, rr, b, v, c, s, z
Esta sección contiene una serie de patrones recurrentes, que aunque pudieran tener excepciones marginales constituyen una guía razonable de la ortografía.
| Se usa: | En caso de:                                                | Se usa : | En caso de: |
| ------- | ---------------------------------------------------------- | -------- | --- |
| h       | Inicia con hum-.                                           | b        | En bien. |
| h       | Iniciada con herm-, hern-.                                 | b        | Formas verbales del pretérito imperfecto de la primera conjugación terminadas en -aba, -abas, -ábamos, -abais, -aban. |
| h       | Iniciada con hist-, hosp-, herb-, host-, horr-, holg-.     | b        | Terminada con -bundo, -bunda.                                                                                         |
| h       | Iniciada con hia-, hie-, hua-, hui-.                       | b        | Terminada con -bilidad, -ble.                                                                                         |
| h       | Iniciada con hip.                                          | b        | Después de cu, ha, he, hi, ho, hu.                                                                                    |
| h       | Iniciada con homo, hetero, hepta, hect, hecto, hexa, higr. | b        | Iniciada con bi-, biz-, bis-.                                                                                         |
| h       | Iniciada con hidr, hidro.                                  | b        | Antes de l, r. |
| h       | Terminada con huelo, huela.                                | b        | Terminación en -ab, -ob, -obs.                                                                                        |
| y       | Forma conjugada de palabras en terminación uir.            | b        | Terminada en -ol. |
| y       | Diptongos terminación oy, ay.                              | c        | Terminada con -ción.                                                                                                  |
| ll      | Terminada con illo, illa.                                  | c        | Terminada con -ancia, -ancio, -encia, -uncia, -uncio.                                                                 |
| ll      | Terminada con llir.                                        | c        | Terminda con -cito, -cillo, -ecito, -ecillo.                                                                          |
| g       | Terminada con giar.                                        | s        | Terminación -ismo, -ista.                                                                                             |
| g       | Terminada con legi, legis.                                 | s        | Terminación -oso, -osa.                                                                                               |
| g       | Iniciada con gest.                                         | s        | Terminación ísimo, ísima.                                                                                             |
| g       | Iniciada con gen.                                          | s        | Terminación -sión, -so, -sor, -sible, -sivo.                                                                          |
| g       | Terminada con gerar, ger, gir.                             | s        | Terminada con -ense.                                                                                                  |
| g       | Inicia o termina con geo.                                  | s        | Terminada con -enso, -ensa.                                                                                           |
| j       | Terminada con aje.                                         | s        | Terminada con -sis.                                                                                                   |
| j       | Iniciada con eje.                                          | s        | Terminación -ésima.                                                                                                   |
| j       | Terminada con jear, jer.                                   | z        | Terminada con -azgo.                                                                                                  |
| j       | Terminada con jero, jera, jeria.                           | z        | Terminada con -az, -oz.                                                                                               |
| rr      | Entre vocales y sonido fuerte.                             | z        | Terminación -anza. |
| rr      | Palabras compuestas, donde la segunda inicia con r.        | z        | Terminación -azo, -aza.                                                                                               |
| r       | Después de b, s, n, l. Sonido suave.                       | z        | Terminación -uzo, -uza, -ezno.                                                                                        |
| v       | Inicia con vice, villa.                                    | z        | Terminación -azca, -azco, -ezco, -ozco, -ozca, -uzca, -uzco.                                                          |
| v       | Después de ol.                                             | z        | Terminación -zuela, -zuelo.                                                                                           |
| v       | Terminada con vira, viro, voro, vora.                      | z        | Terminación -ez, -eza.                                                                                                |
| v       | Iniciada con eva, eve, evi, evo.                           |          | |
| v       | Terminada con avo, evo, eva, ivo, iva.                     |          | |
| v       | Después de bnd.                                            |          | |

## Signos ortográficos
En textos escritos —que son el conjunto de enunciados coherentes plasmados sobre cualquier medio gráfico manuscrito, mecanografiado o impreso—, los signos ortográficos son todas aquellas marcas gráficas que no se clasifican ni como letras ni como números.
El principal objetivo de la escritura es la comunicación (a través de la conservación de este) de alguna idea o mensaje. El adecuado uso de los signos ortográficos contribuye a tal objetivo, pues logran que la idea o mensaje sea captada correctamente: con claridad y sin posible ambigüedad, y por lo tanto, provocan que su lectura sea la indicada.
Cada signo ortográfico tiene su propia función dentro de un texto escrito. Aunque en algunos casos el uso de algún signo ortográfico o la ausencia de este puede recaer sobre el estilo de redacción del autor, en la actualidad hay usos de algunos signos ortográficos en circunstancias específicos que son obligatorios por convención entre los hispanohablantes.
Se pueden clasificar en dos grupos: signos de puntuación y signos auxiliares. Puede variar el número —y en algunos casos, su clasificación— de los signos ortográficos existentes en el español. Sin embargo, según el Diccionario Panhispánico de Dudas (2005) existen un total de once signos de puntuación: coma, punto, punto y coma, puntos suspensivos, dos puntos, signos de interrogación, signos de exclamación, corchetes, paréntesis, comillas y raya; y existen un total de ocho signos auxiliares: tilde, apóstrofo, asterisco, barra, diéresis, guion, llave y signo de párrafo.

### Signos de puntuación
El español es excepcional en indicar el comienzo de una frase interrogativa o exclamativa con una variante invertida del signo empleado en posición final (¿, ¡), un uso que se extendió a partir del siglo XVIII.
Es una peculiaridad lógica, ya que muchas frases interrogativas y exclamativas, a diferencia de otros idiomas, son —en su forma escrita— idénticas a las afirmativas. Con ello se facilita la lectura.[cita requerida] Por otra parte, los signos de interrogación y admiración permiten señalar el comienzo y el final de una expresión interrogativa o exclamativa dentro de una oración, p. ej.: Salimos a las cinco, ¿verdad? Ya estoy harto, ¡demonios! ¿¡cómo!? Si —como en los ejemplos anteriores— el signo de interrogación o admiración aparece al final de la oración, ya no se escribe punto después de ellos porque estos signos ya funcionan como punto de la oración.

## Ortografía de la RAE
La Ortografía de la lengua española (obra muy a menudo mencionada mediante la sigla OLE) corresponde a la recopilación normativa de la ortografía de la lengua española. Está editada y elaborada por la Real Academia Española (RAE) desde su primera edición en 1741, cuando se publicó como Orthographía española, y a partir de 1999 realizada en conjunto con la Asociación de Academias de la Lengua Española. La edición más reciente es la del año 2010.
Con la publicación del Prontuario de ortografía de la lengua castellana, dispuesto de real orden para el uso de las escuelas públicas, por la real Academia española, con arreglo al sistema adoptado en la novena edición de su Diccionario [sic] (1844), los acuerdos de la RAE con respecto a la ortografía alcanzaron el nivel de normativa, desplazando otros posibles manuales de ortografía, principalmente el de Andrés Bello (ver ortografía de Bello).
El director de la Academia Mexicana de la Lengua, José G. Moreno de Alba, anunció el domingo 28 de noviembre de 2010 en Guadalajara (México) el acuerdo de las veintidós Academias de la lengua española sobre la nueva edición de la Ortografía, que se publicó en diciembre de 2010.
Con respecto a los cambios introducidos por la RAE en diciembre de 2010, puede consultarse el artículo Innovaciones en la ortografía española (2010).